# Санту-Антоніу-ді-Жезус (мікрорегіон)

Санту-Антоніу-ді-Жезус на карті Штату Баїя

Санту-Антоніу-ді-Жезус (порт. Microrregião de Santo Antônio de Jesus) — мікрорегіон в Бразилії, входить в штат Баїя. Складова частина мезорегіону Агломерація Салвадор. Населення становить 531 771 осіб на 2005 рік. Займає площу 5651,288 км². Густота населення — 94,1 чол./км².

## Склад мікрорегіону
В склад мікрорегіону входять такі муніципалітети:
1. Аратуїпі
2. Кабасейрас-ду-Парагуасу
3. Кашуейра
4. Кастру-Алвіс
5. Консейсан-ду-Алмейда
6. Крус-даз-Алмас
7. Дон-Маседу-Коста
8. Говернадор-Мангабейра
9. Жагуаріпі
10. Марагожіпі
11. Муніс-Феррейра
12. Мурітіба
13. Назаре
14. Салінас-да-Маргаріда
15. Санту-Амару
16. Санту-Антоніу-ді-Жезус
17. Сапеасу
18. Саубара
19. Сан-Феліпі
20. Сан-Феліс
21. Варзеду

| Бразилія | Це незавершена стаття з географії Бразилії. Ви можете допомогти проєкту, виправивши або дописавши її. |